# Ana Gabriel
Ana Gabriel, pseudonimo di María Guadalupe Araujo Yong (Guamúchil, 10 dicembre 1955), è una cantante messicana di origine cinese, conosciuta con il soprannome La Diva de América.

## Biografia
La cantante Ana Gabriel è salita sul palco per la prima volta a sei anni, cantando "Arrullo de Dios", di José Alfredo Jiménez.
All'età di 9 anni aveva iniziato a cantare, insieme a José Barrientos, ed a comporre le sue prime canzoni, in genere influenzate dai temi romantici di Agustín Lara e María Grever.
All'età di quindici anni lascia Guamúchil (Sinaloa), per emigrare insieme alla sua famiglia a Tijuana, dove completò i suoi studi di ragioneria ed iniziò a lavorare in diversi bar negli hotel della città di frontiera. Finalmente ebbe la grande opportunità di partecipare a  Juvenile Values , dove il giornalista, speaker radiotelevisivo e produttore ispano-messicano Juan "El Gallo" Calderón le assicurò un grande futuro come cantante.

## Duetti e collaborazioni
- José Luis Duval "Separados" Vers. Español (Separate Lives)
- José Alberto Fuentes - Tú y yo
- Pedro Fernández - Un día de domingo
- Rosanah Fienngo- Ni un roce
- Vikki Carr - Cosas del amor
- Rocío Jurado - Amor callado
- Yuri - Es diferente
- Plácido Domingo - Nosotros, Contigo, Sin ti
- Vicente Fernández -  Con un mismo corazón, Dios te bendiga
- Jon Secada - Quiero vivir la vida amándote
- José Luis Perales - La cárcel del amor
- K-Paz de la Sierra - Y aquí estoy
- José Feliciano - Para decir adiós
- Armando Manzanero - El nudo
- Juan Gabriel - Amor aventurero

## Premi e riconoscimenti
Ana Gabriel ha vinto numerose volte al Premio Lo Nuestro e nel 2006 ha vinto l'omonimo premio all'eccellenza. Nel 2016 ha vinto il Billboard Latin Music Awards nella categoria Top Latin Albums Artist of the Year, Female

## Discografia
- 1985 Un estilo (Sony Music).
- 1986 Sagitario (Sony Music).
- 1987 Pecado original (Sony Music).
- 1988 Tierra de nadie (Sony Music).
- 1989 Quién como tú (Sony Music).
- 1989 Ana Gabriel Mix Cassette (Sony Music).
- 1990 En vivo (Sony Music).
- 1991 Mi México (Sony Music).
- 1992 Amores.
- 1992 Personalidad/The best (Sony Music).
- 1992 Silueta (Sony Music).
- 1993 Luna (Sony Music).
- 1994 Ayer y hoy (Sony Music).
- 1995 Joyas de dos siglos (Sony Music).
- 1996 Vivencias (Sony Music).
- 1997 Con un mismo corazón (Sony Music).
- 1998 En la Plaza de Toros México (Sony Music).
- 1999 Soy como soy (Sony Music).
- 2000 Eternamente (Sony Music).
- 2001 Una voz para tu corazón - 30 grandes éxitos (Sony Music).
- 2002 Huelo a soledad (Sony Music).
- 2003 Dulce y salado (Sony Music).
- 2004 Tradicional (Sony Music).
- 2005 Historia de una reina (Sony Music).
- 2006 Dos amores, un amante (EMI music).
- 2006 La Reina canta a México (BMG music) editado en EUA.
- 2006 Canciones de Amor (Sony Music).
- 2007 Arpeggios de amor (EMI music).
- 2007 Brillantes (Sony Music).
- 2008 Los Gabriel Simplemente amigos/Los Gabriel Cantan a México (Sony Music).
- 2008 Juntos Ana Gabriel y Pepe Aguilar (EMI televisa music) editado en EUA.
- 2009 Renacer... Homenaje A Lucha Villa (AG Records & ARDC Music Division).
- 2011 Celebrando la Historia de México (Sony Latín)
- 2012 Celebrando la Historia de México Volumen 2 (Sony BMG)
- 2013 Ana Gabriel Altos de Chavón (Sony Music)
- 2018 Estamos A Tiempo

Raccolte
- 1992 The Best
- 1995 Ayer Y Hoy Sony
- 1998 The Best: The Latin Stars Series Sony International
- 1999 20th Anniversary Sony International
- 1999 3 CD Box Sony International
- 2001 Una Voz Para tu Corazón - 30 Grandes Éxitos
- 2002 Colección de Oro
- 2002 Personalidad: 20 Éxitos
- 2005 Historia de Una Reina
- 2006 Canciones de Amor
- 2006 La Reina Canta a México
- 2006 Best of Ana Gabriel
- 2006 Con Sentimiento
- 2007 Los Gabriel… Simplemente Amigos
- 2008 Los Gabriel: Cantan a México
- 2009 Lo esencial de Ana Gabriel (Sony Music México)